# 小爸爸上學去
《小爸爸上學去》（韓語：상두야 학교가자）是韓國KBS於2003年9月15日起播放的月火迷你連續劇。

## 劇情介紹
高中時，蔡恩桓（孔曉振飾）常在車尚杜（Rain飾）家的門外等他，與他一起上學，兩人的感情非常好。有一天，恩桓的媽媽因欠錢而被人追債，尚杜幫助她時，錯手令那追債的人昏迷，他因此被判入教導所。10年後，恩桓成了一個教師，有一個醫生男友姜民碩（李東健飾）；而尚杜養著與韓世娜（洪秀賢飾）所生的女兒，但女兒的病需要很多的錢，尚杜因此成了一個專門騙女人錢的騙子。兩人其後再次相遇，尚杜為了接近恩桓，他在恩桓的學校當保安，更重新拾起書本，成為恩桓的學生，雖然兩人仍有感情，但因著兩人的背景相差太遠，令兩人的愛情路途充滿波折……。

## 演員陣容

### 主要人物
| 演員   | 角色   | 粵語配音 |
| Rain   | 車尚杜 | 黃榮璋   |
| 孔曉振 | 蔡恩桓 | 黎桂芳   |
| 李東健 | 姜民碩 | 黃啟昌   |
| 洪秀賢 | 韓世娜 | 林元春   |

### 其他人物
| 演員   | 角色   | 粵語配音 |
| 宋敏珠 | 車寶兒 | 何璐怡   |
| 李英河 | 車萬斗 | 陳永信   |
| 鄭愛利 | 宮芯蘭 | 袁淑珍   |
| 全慧彬 | 尹熙瑞 | 林雅婷   |
| 申久   | 宋宗斗 | 源家祥   |
| 金星   |        |          |
| 金美京 |        |          |

## 外部連結
- 韓國KBS 
- 台灣台視（繁體中文）
- 台灣東風衛視（繁體中文）

| KBS 2TV 月火劇                           | KBS 2TV 月火劇                                 | KBS 2TV 月火劇 |
| ---------------------------------------- | ---------------------------------------------- | -------------- |
|                                          | 小爸爸上學去 （2003年9月15日 - 2003年11月4日） |                |
| 夏日香氣 （2003年7月7日 - 2003年9月8日） | 她是最棒的 （2003年11月10日 - 2004年1月13日）  |                |